# Aichi E13A
L'Aichi E13A (?), indicato anche come idrovolante da ricognizione per la marina tipo 0 (?, 零式水上偵察機) in base al codice "lungo" e con il nome in codice alleato Jake, fu un idroricognitore a scarponi a lungo raggio sviluppato dall'azienda giapponese Aichi Tokei Denki KK e prodotto, oltre che dalla stessa, anche dalla Watanabe Tekkōsho KK e dall'Undicesimo Arsenale Tecnico Aeronavale di Kure (Dai-Juichi Kaigun Kokusho (Hiro)) negli anni quaranta.
Utilizzato dai reparti di ricognizione aerea della Dai-Nippon Teikoku Kaigun Kōkū Hombu, la componente aerea della Marina imperiale giapponese, venne realizzato in un elevato numero di esemplari risultando numericamente il più importante idrovolante impiegato dalla marina giapponese durante le fasi della seconda guerra mondiale.

## Storia del progetto
Al fine di sostituire il ricognitore Kawanishi E7K, un biplano ormai giunto alla fase finale della propria vita operativa, la Marina imperiale giapponese emise nel giugno del 1937 una specifica tecnica, rivolta direttamente alla Aichi, alla Kawanishi ed alla Nakajima, con la quale veniva richiesto un idrovolante monoplano e biposto.

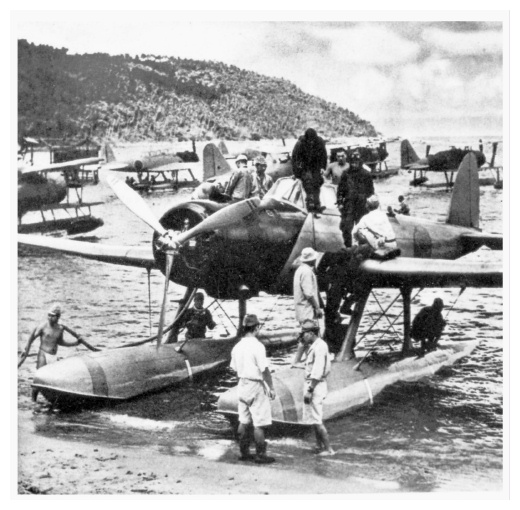
Un Aichi E13A1, durante la manutenzione.

Nel successivo mese di settembre, quando già i tre costruttori avevano iniziato i rispettivi progetti (nell'ordine indicati come E12A, E12K ed E12N), la necessità di dotarsi di un velivolo destinato alla scorta dei convogli navali ed alla ricognizione a lungo raggio portò la Marina ad aggiornare le caratteristiche della propria richiesta: in questo caso il nuovo aereo avrebbe dovuto essere più veloce e dotato di maggior autonomia rispetto a quanto già richiesto ed il suo equipaggio avrebbe dovuto essere composto da tre uomini. Gli uffici di progettazione della Aichi, guidati da Kishiro Matsuo, svilupparono i due progetti in modo parallelo ed i due aerei nacquero mantenendo tra loro una considerevole somiglianza esteriore.
Sul finire del 1938 venne completato il primo prototipo dell'E13A che, fin dalle prime prove svolte direttamente da parte della casa costruttrice, si fece apprezzare per stabilità e maneggevolezza esprimendo prestazioni anche migliori rispetto a quelle del "parente" più piccolo.
La Marina imperiale decise infine di puntare sulla formula triposto, determinando quindi l'abbandono dei progetti degli aerei più piccoli; le prove di valutazione proseguirono dunque confrontando i soli prototipi realizzati dalla Aichi e dalla Kawanishi, poiché la Nakajima aveva preferito concentrarsi solo sulla realizzazione della versione biposto. Le prove comparative sfociarono nella vittoria del progetto della Aichi.
Identificato con la sigla produttiva E13A1, il modello rimase strutturalmente invariato per tutta la durata del ciclo produttivo; le uniche variazioni rispetto all'originale interessarono i sistemi di bordo (tra i quali un impianto radar) o l'armamento. La produzione, che dopo i primi 133 esemplari venne affidata prima alla Dai-Juichi Kaigun Kokusho e poi alla Watanabe Tekkosho (in seguito divenuta Kyushu Hikoki KK), si attestò complessivamente poco oltre le 1 400 unità.

## Tecnica

### Cellula

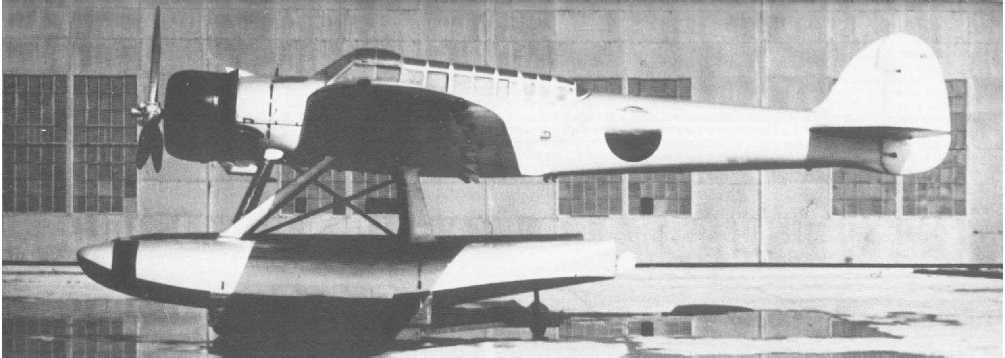
Un esemplare della serie E13A1: si notino l'elica priva di ogiva ed i galleggianti a scarponi dotati di singolo montante anteriore.

Monoplano ad ala bassa, l'Aichi E13A era un idrovolante dalla struttura interamente metallica; la fusoliera aveva sezione circolare con abitacolo triposto che prevedeva la disposizione in tandem dell'equipaggio, sotto un unico tettuccio vetrato e dotato di aperture a scorrimento.
L'ala, a pianta rettangolare ed estremità arrotondate, presentava le superfici di controllo rivestite in tela. L'impennaggio era di tipo classico, con piani orizzontali sistemati al di sotto della deriva, nel cono di coda.
I due galleggianti "a scarponi" erano collegati in modo fisso alla struttura alare mediante un singolo montante perpendicolare al piano alare; negli esemplari costruiti a partire dal 1944 (appartenenti alle versioni indicate come E13A1a e E13A1b) a questo montante ne venne aggiunto un secondo disposto in diagonale verso il centro del velivolo.

### Motore
Disposto all'estrema prua, l'apparato propulsivo del "Jake" era costituito dal motore radiale Mitsubishi Kinsei 43: si trattava di un motore a quattordici cilindri disposti su doppia stella e raffreddati ad aria, capace di erogare la potenza di 1 095 CV. ed azionante un'elica tripala metallica.

### Sistemi
Dal punto di vista delle dotazioni di bordo, oltre agli apparati radio comunemente in dotazione ai velivoli, i "Jake" della versione E13A1b furono dotati di un sistema radar per la rilevazione di bersagli di superficie (nello specifico per l'individuazione delle unità navali) mentre alcuni velivoli furono equipaggiati con un sistema di rilevamento delle anomalie magnetiche noto con il nome di "Jikitanchiki".

### Armamento
L'armamento dell'Aichi E13A1 era costituito da una mitragliatrice Tipo 92 (calibro 7,7 mm) brandeggiabile, a disposizione del terzo membro dell'equipaggio, rivolta in senso opposto a quello di marcia. A guerra avanzata venne introdotta una modifica realizzabile "sul campo" grazie alla quale era possibile dotare gli apparecchi di un cannone Tipo 99 (calibro 20 mm), piazzato nel ventre della fusoliera e rivolto verso il basso.
I carichi di caduta erano trasportati esternamente e potevano essere costituiti da una singola bomba da 250 kg oppure da quattro bombe da 60 kg ciascuna.

## Impiego operativo

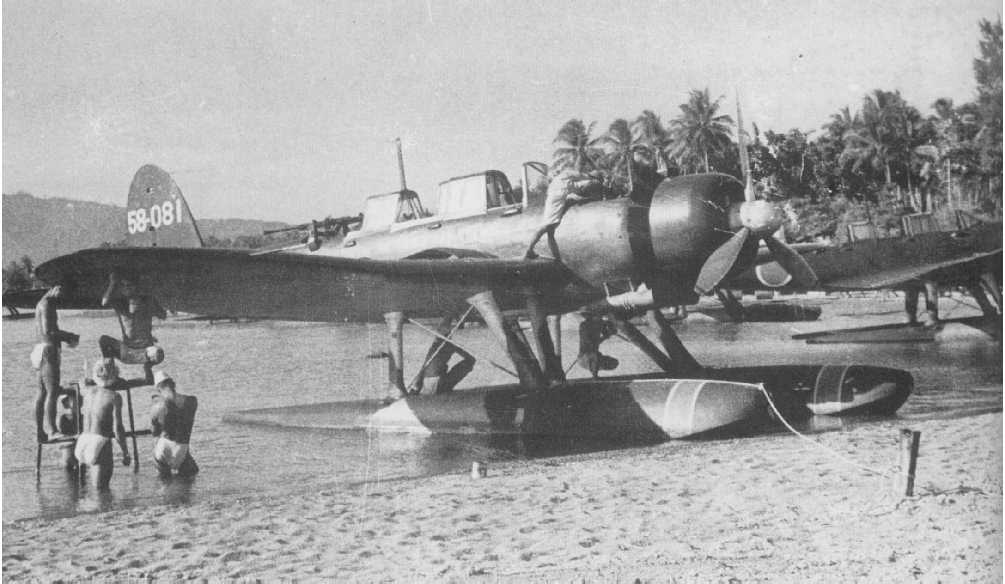
Un E13A1 in fase di manutenzione: l'elica dotata di ogiva ed il doppio montante nei galleggianti indicano trattarsi di un esemplare realizzato nell'ultimo anno di guerra. Visibili, nella parte inferiore del muso, anche gli scarichi antifiamma per l'impiego in missioni notturne.

L'inizio della carriera operativa dell'Aichi E13A risale alla fine del 1941 quando, nel corso della seconda guerra sino-giapponese, velivoli di questo tipo furono impiegati per bombardare la ferrovia tra le città di Canton e Hankou. Nell'ambito del medesimo conflitto gli E13A furono inoltre impiegati più in generale per compiti di pattugliamento marittimo.
L'impiego dei "Jake" nella seconda guerra mondiale fu immediato: lanciati dagli incrociatori Tone, Chikuma e Kinugasa furono i velivoli che effettuarono i voli di ricognizione per la flotta in avvicinamento all'isola di Oahu, per quello che sarebbe passato alla storia come l'attacco di Pearl Harbor.
La presenza dell'idrovolante E13A fu una costante in tutti i teatri operativi che videro impegnata la Marina imperiale giapponese nel corso della seconda guerra mondiale; in particolare questi velivoli si mostrarono estremamente utili per la loro grande autonomia di volo (circa quindici ore). e, malgrado le loro limitate difese passive (sia per la carente blindatura del posto di pilotaggio sia per la mancanza di serbatoi di carburante autosigillanti), ottennero risultati considerevoli. Il loro impiego come bombardieri venne comunque limitato ai teatri nei quali l'aviazione nemica non era presente in forze.
L'utilizzo degli E13A fu destinato ad un ampio spettro operativo che variava dalla ricognizione marittima all'attacco alle unità navali di superficie così come alla ricerca e soccorso ed al trasporto di personale. Alcune fonti riportano che l'impiego dell'E13A in compiti di contrasto ai sommergibili non si rivelò particolarmente fruttuoso poiché il sistema di rilevamento impiegato, il già citato "Jikitanchiki", risultò complesso soprattutto per i piloti meno esperti. Secondo gli interrogatori compiuti dopo la fine della guerra dagli statunitensi sull'ufficiale comandante del 901º gruppo aereo di stanza a Formosa, l'apparato di rilevamento aveva una efficacia di 150 m per lato ad un'altezza di 150 m, anche se i piloti più esperti volavano a 12–15 m dalla superficie. Lo schema tipo di rilevamento prevedeva 6 velivoli distanziati tra loro di 300 m che volavano in parallelo davanti al convoglio, e un altro velivolo dotato di radar a 45 miglia dall'ultima nave scortata; secondo i giapponesi, i risultati dovuti all'uso di queste tattiche e dell'apparecchiatura, di per sé molto pesante, tanto da costringere ad alleggerire i velivoli con la rimozione di blindature e componenti non necessarie, fu fruttuosa portando ad una dozzina di affondamenti, ma secondo gli statunitensi solo in un caso certo (USS Trigger (SS-237)) ed altri due possibili l'affondamento poteva essere ricondotto a questi motivi. Infine, come molti altri velivoli giapponesi, gli E13A trovarono impiego negli ultimi scorci del conflitto mondiale come aerei kamikaze.
Al termine della guerra, quando le truppe francesi ritornarono in possesso delle basi situate nei territori dell'Indocina, tecnici e piloti dell'Aéronautique navale rinvennero alcuni esemplari di "Jake": quattro di essi, ripristinati e messi in condizione di volare, furono assegnati allo Squadrone 8S con il quale rimasero in servizio fino al mese di agosto del 1948.

## Versioni
I dati sulle versioni, se non diversamente indicato, sono tratti da "Enciclopedia l'Aviazione"
- E13A1: versione iniziale, prodotta fra il 1941 ed il 1944.
- E13A1a: variante entrata in produzione alla fine del 1944; presentava modifica nei montanti di collegamento dei galleggianti alle semiali, elica con ogiva ed impianto radio ammodernato.
- E13A1b: identica strutturalmente alla precedente, era dotata di radar antinave con antenne sistemate sui bordi d'entrata delle ali ed ai lati della parte posteriore della fusoliera.[5] Come già nella versione "1a", i velivoli potevano essere dotati di tubi di scarico "antifiamma" per l'impiego in missioni notturne.[5]

## Utilizzatori
Francia
- Aéronautique navale

 Giappone
- Dai-Nippon Teikoku Kaigun Kōkū Hombu